# Classement mondial UCI 2017
Navigation
Édition précédente Édition suivante
Le Classement mondial UCI 2017 est la deuxième édition du Classement mondial UCI. Ce classement est utilisé par l'Union cycliste internationale depuis le 10 janvier 2016, pour classer les coureurs cyclistes sur route masculins. Il tient compte des résultats des 52 dernières semaines selon un barème précis. Un classement par pays est également calculé.

## Règlement
Les classements sont mis à jour chaque lundi à 17 h HEC et comprennent les résultats enregistrés jusqu'à 9 h HEC le jour de la mise à jour. Si un lundi est un jour férié statutaire en Suisse, alors la publication aura lieu le jour ouvrable suivant. À noter que le classement ne prend en compte qu'un championnat du monde et continental. Si un de ces championnats est organisé avant ou après les 52 semaines suivant la précédente édition, seule l'édition la plus récente est prise en compte. Dans le cas où un championnat n'est pas organisé durant une saison, alors les points sont valables 52 semaines.

## Évolution
Le champion du monde slovaque Peter Sagan occupe la tête du classement mondial depuis le 28 mars 2016. La France est à la première place du classement par pays depuis le 1er mai 2016. Fin février 2017, le Belge Greg Van Avermaet remporte pour la deuxième année consécutive le Circuit Het Nieuwsblad (qui est devenue une course World Tour en 2017) et s'empare de la deuxième place du classement individuel derrière Peter Sagan. Il permet à la Belgique de prendre la tête du classement par pays, qui était détenue par la France depuis 43 semaines. La Belgique reste en tête deux semaines avant de se faire redépasser pour seulement 13 points par la France à l'issue de Paris-Nice, le 12 mars. La Belgique reprend la première place deux semaines plus tard, grâce notamment aux victoires sur les classiques flandriennes de Greg Van Avermaet. Le 9 avril, Van Avermaet s'empare de la tête du classement mondial individuel après sa victoire sur Paris-Roubaix. Il détrône Peter Sagan qui était numéro 1 mondial depuis 54 semaines. Le 25 septembre, Christopher Froome, vainqueur du Tour et de la Vuelta et troisième des mondiaux du contre-la-montre devient le nouveau dauphin de Van Avermaet à la place de Sagan. Après le Tour de Lombardie, l'Italie se rapproche à 359 points de la Belgique qui domine le classement par pays depuis les classiques du mois de mars. L'Italie passe finalement devant la Belgique pour 120 points, après le Tour de Turquie remporté par Diego Ulissi. Mais c'est la Belgique qui s'impose au classement final, grâce à la victoire de Tim Wellens lors du Tour du Guangxi, la veille de la clôture du classement UCI. Greg Van Avermaet reste numéro 1 mondial et fait le doublé en remportant le classement individuel de l'UCI World Tour 2018.
| # | Coureur           | Début      | Fin        | Semaine(s) |
| - | ----------------- | ---------- | ---------- | ---------- |
| 1 | Peter Sagan       | 30/10/2016 | 08/04/2017 | 23         |
| 2 | Greg Van Avermaet | 09/04/2017 | 24/10/2017 | 28         |

| # | Pays     | Début      | Fin        | Semaine(s) |
| - | -------- | ---------- | ---------- | ---------- |
| 1 | France   | 30/10/2016 | 25/02/2017 | 17         |
| 2 | Belgique | 26/02/2017 | 11/03/2017 | 2          |
| 3 | France   | 12/03/2017 | 25/03/2017 | 2          |
| 4 | Belgique | 26/03/2017 | 15/10/2017 | 29         |
| 5 | Italie   | 16/10/2017 | 22/10/2017 | 1          |
| 6 | Belgique | 23/10/2017 | 24/10/2017 | 1          |

## Classements 2017
L'UCI considère que les classements pour l'année 2017 sont calculés du 30 octobre 2016 au 24 octobre 2017.
| Classement UCI (individuel) final | Classement UCI (individuel) final | Classement UCI (individuel) final | Classement UCI (individuel) final | Classement UCI (individuel) final | Classement UCI (individuel) final | Classement UCI (individuel) final |
| #                                 | Coureur                           | Pays                              | Équipe                            | Points                            | Précédent                         | Évolution                         |
| --------------------------------- | --------------------------------- | --------------------------------- | --------------------------------- | --------------------------------- | --------------------------------- | --------------------------------- |
| 1                                 | Greg Van Avermaet                 | Belgique                          | BMC Racing                        | 4153                              | 1                                 | en stagnation                     |
| 2                                 | Christopher Froome                | Grande-Bretagne                   | Sky                               | 3692                              | 2                                 | en stagnation                     |
| 3                                 | Peter Sagan                       | Slovaquie                         | Bora-Hansgrohe                    | 3344                              | 3                                 | en stagnation                     |
| 4                                 | Alexander Kristoff                | Norvège                           | Katusha-Alpecin                   | 2973                              | 4                                 | en stagnation                     |
| 5                                 | Tom Dumoulin                      | Pays-Bas                          | Sunweb                            | 2966                              | 5                                 | en stagnation                     |
| 6                                 | Vincenzo Nibali                   | Italie                            | Bahrain-Merida                    | 2702                              | 6                                 | en stagnation                     |
| 7                                 | Alejandro Valverde                | Espagne                           | Movistar                          | 2648                              | 7                                 | en stagnation                     |
| 8                                 | Michał Kwiatkowski                | Pologne                           | Sky                               | 2530                              | 8                                 | en stagnation                     |
| 9                                 | Michael Matthews                  | Australie                         | Sunweb                            | 2479                              | 9                                 | en stagnation                     |
| 10                                | Philippe Gilbert                  | Belgique                          | Quick-Step Floors                 | 2293                              | 10                                | en stagnation                     |

| Classement UCI (par pays) final | Classement UCI (par pays) final | Classement UCI (par pays) final | Classement UCI (par pays) final | Classement UCI (par pays) final |
| #                               | Pays                            | Points                          | Précédent                       | Évolution                       |
| ------------------------------- | ------------------------------- | ------------------------------- | ------------------------------- | ------------------------------- |
| 1                               | Belgique                        | 14605                           | 1                               | en stagnation                   |
| 2                               | Italie                          | 14066                           | 2                               | en stagnation                   |
| 3                               | France                          | 12194                           | 3                               | en stagnation                   |
| 4                               | Espagne                         | 10567                           | 4                               | en stagnation                   |
| 5                               | Pays-Bas                        | 10309                           | 5                               | en stagnation                   |
| 6                               | Colombie                        | 9897                            | 6                               | en stagnation                   |
| 7                               | Australie                       | 8816                            | 7                               | en stagnation                   |
| 8                               | Grande-Bretagne                 | 8592                            | 8                               | en stagnation                   |
| 9                               | Allemagne                       | 6453                            | 9                               | en stagnation                   |
| 10                              | Norvège                         | 6110                            | 10                              | en stagnation                   |